# Хюппертс, Гюс
Гюс Хюппертс (нидерл. Guus Hupperts; родился 25 апреля 1992 года в городе Херлен, Нидерланды) — нидерландский футболист, вингер.

## Клубная карьера
Хюппертс — воспитанник клуба «Рода». 17 октября 2010 года в матче против «Витесса» он дебютировал за команду в Эредивизи. 20 октября 2012 года в матче против «Твенте» Гюс забил свой первый гол.
Летом 2014 года Хюппертс перешёл в АЗ. 9 августа в матче против «Хераклеса» он дебютировал за клуб из Алкмара. В этом же поединке Гюс забил свой первый гол за новую команду. В октябре он получил травму подколенного сухожилия и остался вне игры на месяц. В августе 2016 года Гюс подписал четырёхлетний контракт с бельгийским клубом «Локерен». 25 октября в матче против «Остенде» он дебютировал в Жюпиле лиге.

## Международная карьера
В 2013 году Хюппертс дебютировал в составе молодёжной сборной Нидерландов.